# Jasus caveorum
Jasus caveorum is een tienpotigensoort uit de familie van de Palinuridae. De wetenschappelijke naam van de soort is voor het eerst geldig gepubliceerd in 1995 door Webber & Booth.